# Gruppo di NGC 1792
Il Gruppo di NGC 1792 comprende almeno otto galassie situate nella costellazione della Colomba. Sette di queste galassie presentano emissioni nel dominio dei raggi X.

## Descrizione
La distanza media tra il centro di massa di questo gruppo e la nostra Via Lattea è di circa 57 milioni di anni luce (17,5 Mpc).

## Membri
Nella tabella sottostante sono riportati gli otto membri del gruppo elencati da Sengupta e Balasubramanyam nel loro articolo del 2006.
Nella sua pubblicazione del 1993, Garcia menzionava alcune di queste galassie, ma le includeva nel Gruppo di NGC 1800. Inoltre non includeva la galassia ESO 362-G016, mentre aggiungeva ESO 305-G017, che però non è attiva nei raggi X.
Richard Powell, nel suo sito "Atlas de l'Univers", menziona l'esistenza del gruppo, ma vi include solo quattro galassie, cioè NGC 1792, NGC 1808, NGC 1827 e ESO 305-9.
| Nome         | Classificazione | Tipo                        | RA (J2000.0)  | DEC (J2000.0) | Velocità radiale (km/s) | Magnitudine apparente | Distanza (Mpc) | Dimensioni (kal) |
| ------------ | --------------- | --------------------------- | ------------- | ------------- | ----------------------- | --------------------- | -------------- | ---------------- |
| NGC 1808     | (R'_1)SAB(s:)b  | Spirale intermedia          | 05h 07m 42.3s | -37° 30′ 47″  | 1001 ± 4                | 9,9                   | 15,1 ± 1,1     | 88               |
| NGC 1792     | SA(rs)bc        | Spirale                     | 05h 05m 14.4s | -37° 58′ 51″  | 1211 ± 2                | 10,2                  | 18,1 ± 1,3     | 90               |
| NGC 1827     | SAB(s)cd:       | Spirale intermedia          | 05h 10m 04.6s | -36° 57′ 37″  | 1036 ± 4                | 12,6                  | 15,7 ± 1,1     | 47               |
| ESO 305-G009 | SB(s)dm         | Spirale barrata             | 05h 08m 07.6s | -38° 18′ 33″  | 1021 ± 2                | 12,7874               | 15,4 ± 1,1     | 73               |
| ESO 362-G011 | Sbc?            | Spirale                     | 05h 16m 38.0s | -37° 06′ 09″  | 1344 ± 3                | 10,73                 | 20,3 ± 1,4     | 151              |
| ESO 362-G016 | ?               | Nana                        | 05h 19m 18.5s | -37° 06′ 17″  | 1340 ± 2                | 15,36 ± 0,09          | 20,3 ± 1,4     | 23               |
| ESO 362-G019 | SB(s)m          | Spirale barrata magellanica | 05h 21m 04.2s | -36° 57′ 25″  | 1288 ± 6                | 13,46                 | 19,6 ± 1,4     | 50               |
| ESO 305-G017 | IB(s)m          | Irregolare barrata          | 05h 15m 00.6s | -41° 23′ 33″  | 1071 ± 3                | 13,72 ± 0,09          | 16,3 ± 1,1     | 55               |

Il sito DeepskyLog permette di trovare agevolmente le costellazioni in cui sono situate le galassie; in alternativa si possono utilizzare le coordinate delle galassie per individuarle. Se non altrimenti indicato, le coordinate sono quelle fornite dal sito NASA/IPAC (National Aeronautics and Space Administration / Infrared Processing and Analysis Center).